# Kościół Oczyszczenia Najświętszej Maryi Panny w Starymgrodzie
Kościół Oczyszczenia Najświętszej Maryi Panny w Starymgrodzie – rzymskokatolicki kościół parafialny należący do parafii pod tym samym wezwaniem (dekanat Krotoszyn diecezji kaliskiej).
Jest to świątynia wzniesiona w połowie XVII wieku (około 1668 roku). Ufundowana została przez Wojciecha Żdżarowskiego. Wyremontowana została z funduszy rodziny Umińskich około 1736 roku razem z przebudową zakrystii i w 1777 roku z funduszy Pawła Sokolnickiego. W 1852 roku została odbudowana zniszczona piorunem w 1850 roku wieża, dzięki staraniom Aleksandra Mielżyńskiego. Ponownie była remontowana w 1908 roku. W 1927 roku został wymieniony gont na eternit, natomiast w 1968 roku zostało odnowione wnętrze pod kierunkiem Teodora Szukały.
Budowla jest drewniana, jednonawowa, posiadająca konstrukcję zrębową i wzniesiona na podmurówce. Świątynia jest orientowana, wybudowano ją z drewna modrzewiowego. Jej prezbiterium jest mniejsze w stosunku do nawy, trójbocznie zamknięte, z boku jest umieszczona zakrystia. Z boku nawy znajduje się kruchta. Wieża posiadająca konstrukcję słupową, mieszcząca kruchtę w przyziemiu, osadzona jest częściowo na nawie. Zwieńcza ją okazały barokowy, blaszany dach hełmowy z latarnią. Dach kościoła jest dwukalenicowy, pokryty eternitem. Wnętrze nakryte jest płaskim stropem obejmującym nawę i prezbiterium. Chór muzyczny posiadający falistą linię parapetu, jest podparty dwoma słupami, na chórze jest umieszczony prospekt organowy. Belka tęczowa jest ozdobiona rzeźbami Grupy Ukrzyżowania Matki Bożej i Marii Magdaleny z połowy XIX wieku i krucyfiksem z XVIII wieku. Polichromia z motywami roślinnymi została wykonana w latach 1967–68 przez Teodora Szukałę. Ołtarz główny i dwa ołtarze boczne pochodzą z około 1720 roku i ufundował je ksiądz Gielski. Ambona barokowa i chrzcielnica w kształcie anioła w stylu barokowym powstały w połowie XVIII wieku. Kościół posiada dwa krucyfiksy: nad wejściem w stylu ludowym pochodzący z XVI/XVII wieku, i ludowy umieszczony w kruchcie. Cenne obrazy i figury reprezentują style: późnogotycki, renesansowy i ludowy. Kropielnica została wykonana z kamienia.